# نیترندیپین
نیترندیپین (انگلیسی: Nitrendipine) یک مسدودکننده کانال کلسیم دی هیدروپیریدینی است. این دارو در درمان فشار خون اولیه (ضروری) برای کاهش فشار خون استفاده می‌شود و می‌تواند سمیت قلبی کوکائین را کاهش دهد.
این دارو در سال ۱۹۷۱ ثبت اختراع شد و در سال ۱۹۸۵ برای استفاده پزشکی تأیید شد.

## کاربرد پزشکی
نیترندیپین به افراد مبتلا به فشار خون در قرص‌های خوراکی ۲۰ میلی‌گرمی هر روز داده می‌شود. این مقدار در کاهش ۱۵ تا ۲۰ درصدی فشار خون در عرض ۱ تا ۲ ساعت پس از مصرف مؤثر است. با درمان‌های طولانی‌مدت، دوز ممکن است تا ۴۰ میلی‌گرم در روز افزایش یابد. در افراد مسن، دوز کمتر تا ۵ میلی‌گرم در روز ممکن است به همان اندازه مؤثر باشد (این کاهش در مقدار دارو به کاهش عملکرد کبد یا متابولیسم «گدر اول» نسبت داده می‌شود). پس از گوارش، نیترندیپین در خون جذب می‌شود و به پروتئین‌های پلاسما متصل می‌شود. اکثریت (۹۸٪) به پروتئین‌های پلاسما و ۷۰–۸۰٪ از متابولیت‌های قطبی غیرفعال آن نیز به پروتئین‌های پلاسما متصل می‌شوند. به دنبال متابولیسم کبدی، ۸۰ درصد از دوز ۲۰ میلی‌گرمی را می‌توان در ۹۶ ساعت اول به عنوان متابولیت‌های قطبی غیرفعال بازیابی کرد. حجم ویژه توزیع دارو ۲–۶ لیتر بر کیلوگرم است. از نظر نیمه عمر دارو، نیترندیپین نیمه عمری میان ۱۲ تا ۲۴ ساعت دارد. عوارض جانبی گزارش شده عبارتند از: سردرد، برافروختگی، ادم و تپش قلب. همه این عوارض جانبی را می‌توان به اثر اتساع عروقی این دارو نسبت داد.

## مکانیسم عمل
هنگامی که نیترندیپین خورده شد، پیش از اینکه وارد گردش خون سیستمیک شود و به سلول‌های ماهیچه‌های صاف و سلول‌های ماهیچه قلب برسد، توسط روده جذب شده و توسط کبد متابولیزه می‌شود. به دلیل پتانسیل غشای استراحت کمتری که دارد، به‌طور موثرتری با کانال‌های کلسیم نوع L در سلول‌های عضلانی صاف متصل می‌شود. نیترندیپین در غشا پخش می‌شود و به محل اتصال با میل ترکیبی بالا خود در کانال کلسیم غیرفعال شده نوع L که در میان هر یک از ۴ جزء بین غشایی زیرواحد α۱ قرار دارد، متصل می‌شود. مکانیسم دقیق اثر نیترندیپین ناشناخته است، اما باود بر این است که باقی‌مانده‌های مهم تیروزین و ترئونین در پاکت اتصال آن وجود دارد و اتصال آن با سنسور ولتاژ و مکانیسم دروازه کانال تداخل دارد. پنداشته می‌شود که یک مدل واسط دامنه برای اتصال داشته باشیم. در پرفشاری خون، اتصال نیترندیپین باعث کاهش احتمال باز بودن کانال‌های کلسیم نوع L می‌شود و هجوم کلسیم را کاهش می‌دهد. سطوح کاهش یافته کلسیم از انقباض عضلات صاف در این سلول‌های عضلانی جلوگیری می‌کند. پیشگیری از انقباض عضلانی باعث گشاد شدن عضلات صاف می‌شود. اتساع عروق، مقاومت کلی محیطی را کاهش می‌دهد، که بار کاری بر روی قلب را کاهش می‌دهد و از ایجاد زخم در قلب یا نارسایی قلبی جلوگیری می‌کند.
همچنین مشخص شده‌است که نیترندیپین به عنوان یک آنتاگونیست گیرنده مینرالوکورتیکوئید یا به عنوان یک آنتی‌مینالوکورتیکوئید عمل می‌کند.